# TAF15
TAF15‏ (TATA-box binding protein associated factor 15) هوَ بروتين يُشَفر بواسطة جين TAF15 في الإنسان.